# Seznam nizozemskih igralcev
Seznam nizozemskih igralcev.

## A
- Truus van Aalten
- Ahmed Salah Abdelfatah
- Achmed Akkabi
- Dorona Alberti
- Willeke Alberti
- Yasmine Allas
- Bert André
- Nathalie Alonso Casale
- Jenny Arean
- Jandino Asporaat
- Mohammed Azaay

## B
- Peter de Baan
- Chris Baay
- Dragan Bakema
- Charlotte Bakker
- Femke Bakker
- Maaike Bakker
- Marijke Bakker
- Merel Baldé
- Annelies Balhan
- Narsingh Balwantsingh
- Piet Bambergen
- Sarah Bannier
- Edda Barends
- Lucia Barreto
- Walter Bart
- Tamar Baruch
- Wim Bary
- Tabe Bas
- Remco Bastiaansen
- Julia Batelaan
- Ed Bauer
- Arijan van Bavel
- Walid Benmbarek
- Wim de Bie
- Anneke Blok
- Peter Blok
- Ludi Boeken
- Lily Bouwmeester
- Esmée de la Bretonière
- Robert ten Brink
- Herman Brood
- Martin Brozius

## C
- Kitty Courbois

## D
- Jacob Derwig
- Maruschka Detmers
- Lien Deyers
- Wendy van Dijk
- Wieteke van Dort
- Anna Drijver

## E
- Arjan Ederveen
- Mamoun Elyounoussi

## F
- Nelly Frijda

## G
- Fred Goessens

## H
- Markoesa Hamer
- Sallie Harmsen
- Adriaan van Hees
- Hein van der Heijden
- Rutger Hauer
- Monic Hendrickx
- (Audrey Hepburn)
- Kenneth Herdigein
- Sophie Hilbrand
- Sylvia Hoeks
- Micky Hoogendijk
- Fedja van Huêt

## J
- Famke Janssen
- Wouter de Jong

## K
- Hans Kaart
- Ad van Kempen
- Jean Koning
- Kim van Kooten
- Jeroen Krabbé
- Sylvia Kristel
- Doutzen Kroes

## L
- Martijn Lakemeier
- Frank Lammers
- Rik Launspach
- Paul de Leeuw
- Johnny Lion

## M
- Sylvie Meis
- Linda de Mol

## N
- Sigrid ten Napel

## O
- Cahit Ölmez
- Mimoun Ouled Radi

## P
- Melisa Aslı Pamuk
- Tommy Parker
- Celine Prins

## R
- Tooske Ragas
- Albert Jan van Rees

## S
- Elise Schaap
- Semmy Schilt
- Wim T. Schippers
- Inge Schrama
- Daan Schuurmans
- Heintje Simons
- Karina Smulders
- Renée Soutendijk
- Johanna ter Steege
- Otto Sterman
- Thérèse Steinmetz
- Ron Smoorenburg

## T
- Raymond Thiry

## U
- Rik van Uffelen

## V
- Sand(rine) Van Roy?
- Monique van de Ven
- Marly van der Velden
- Georgina Verbaan
- Rop Verheijen
- Willemijn Verkaik
- Lucie Visser
- Eric de Vroedt

## W
- Ilse Warringa
- Ruben van Weelden
- Sarah Wiedenheft
- Jack Wouterse

## Z
- Henri van Zanten
- Robin Zijlstra
- Olga Zuiderhoek